# Penflufen
Penflufen is een fungicide. Het is een anilide en behoort tot de groep der pyrazoolcarboxamiden. Het is een racemisch mengsel van gelijke delen R- en S-enantiomeren.
Penflufen werd ontwikkeld door Bayer CropScience. Het werkt tegen pathogene schimmels door inhibitie van het enzym succinaatdehydrogenase (SDH).

## Regelgeving
De Europese Commissie heeft penflufen toegelaten als gewasbeschermingsmiddel voor een termijn van tien jaar beginnend op 1 februari 2014. Het is uitsluitend toegelaten voor het behandelen van pootaardappelen voor of tijdens het poten.